# Eurofarma
Eurofarma é uma empresa farmacêutica multinacional de capital 100% nacional, com sede em São Paulo. Somente no Brasil, oferece mais de 430 produtos, mais de 1 mil apresentações, atende 30 especialidades médicas e cobre mais de 200 classes terapêuticas, que representam 66% do mercado total.
Fundada em 1972 e primeira multinacional farmacêutica de capital 100% brasileiro, possui operação própria em 22 países, mantendo importante parque fabril no Brasil e plantas em um total de 10 países da América Latina. Em 2022, gerou vendas líquidas de R$ 8 bilhões e empregava mais de 11 mil colaboradores.

## Vacina contra covid-19
Em 26 de agosto de 2021, a BioNTech anunciou que a vacina Comirnaty seria produzida no Brasil pela Eurofarma, de onde seria distribuída para toda a América Latina.

## Instituto Eurofarma
Fundado em 2006, o Instituto Eurofarma busca aprimorar os resultados dos investimentos sociais da Eurofarma em três principais áreas: Formação de Jovens e Adultos, Educação Complementar e Educação Ambiental. As iniciativas desenvolvidas sempre visam à inclusão socioeconômica e ao desenvolvimento sustentável, por meio da educação de qualidade. Os projetos são de gestão própria, contam com parcerias de cunho pedagógico e têm como objetivo a autonomia e o protagonismo dos participantes.
Em 2021, chegou à marca de mais de 116 mil atendimentos diretos, com mais de R$ 125 milhões de investimento.